# جسر فورث
جسر فورث (بالإنجليزيّة: Forth Bridge) هو جسر كابولي مُخصَّص للنقل عبر سكك الحديد، يقطع خور فورث في شمال شرق اسكتلندا في المملكة المُتحدة، حيث يربط بين منطقتيّ مجلس هما إدنبرة وفايف، تحديدًا بين منطقتيّ كوينزفيري الجنوبيّة وكوينزفيري الشماليّة، إلى الغرب من مركز إدنبرة بحوالي 14 كيلومترًا. تم افتتاحه عام 1890، ويُعتبر منذ ذلك الوقت أيقونة إنشائيّة ورمزًا لسكتلندا، إذ تم التصويت له ليكون الأعجوبة الأكبر من صنع البشر في سكتلندا عام 2016، وهو من المباني المُدرجة في المملكة المُتحدة بالدرجة الأولى، وهو أيضًا موقع تراث عالمي مُدرج على لائحة التراث العالمي التابعة لليونسكو منذ عام 2015.
يُشار إلى الجسر أحيانًا باسم جسر فورث الحديدي تمييّزًا له عن جسر فورث رود المجاور، والمُخصَّص للنقل العام كالحافلات وسيّارات الأجرة وراكبيّ الدرّاجات والمُشاة، مع إن هذه التسمية لم تكن رسميّة أبدًا.

## التصميم والإنشاء
قام بتصميم هذا الجسر الكابولي المهندسان الإنجليزيّان جون فولر وبنيامين باكر، حيث يُعتبر أحد أنواع الجسور الجملونيّة. يتألف من أذرع صلبة تمتد من كلا الجهتين لإثنين من الركائز (الدعامات)، وتمتد قطاعات معدنيّة مستقيمة من أعلى ومن أسفل كل ركيزة كي تقوم بتثبيت الأذرع في مكانها، وتكون الأذرع التي تمتد باتجاه المنتصف مدعومة من جهة واحدة فقط. لقد بدأت أعمال الإنشاء في 1882 لتستمر عدة سنوات، إلى أن افتتحه دوق روثيساي آنذاك ألبرت إدوارد في 4 آذار/ مارس 1890، والذي أصبح لاحقًا ملك المملكة المتحدة.
يمتد الجسر بين منطقتيّ كوينزفيري الجنوبيّة والشماليّة بطول إجمالي يبلغ 2,467 مترًا، حيث كان يُعتبر في وقت افتتاحه الجسر الكابولي المُفرد الأطول بالعالم حتى عام 1919 عند اكتمال بناء جسر كيبيك في كندا، إلاّ أنه ظلّ يحتلّ المرتبة الثانيّة للجسور الكابوليّة المُفردة في العالم من حيث طول البحر البالغ 521 مترًا. كما يبلغ عرضه 37 مترًا عند النهايات وحوالي 9.8 مترًا بالمنتصف، ويصل ارتفاعه إلى 110 مترًا عن مستوى سطح الماء.

## صور

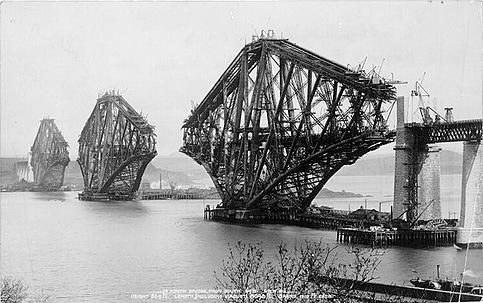
الجسر تحت الإنشاء 1888.
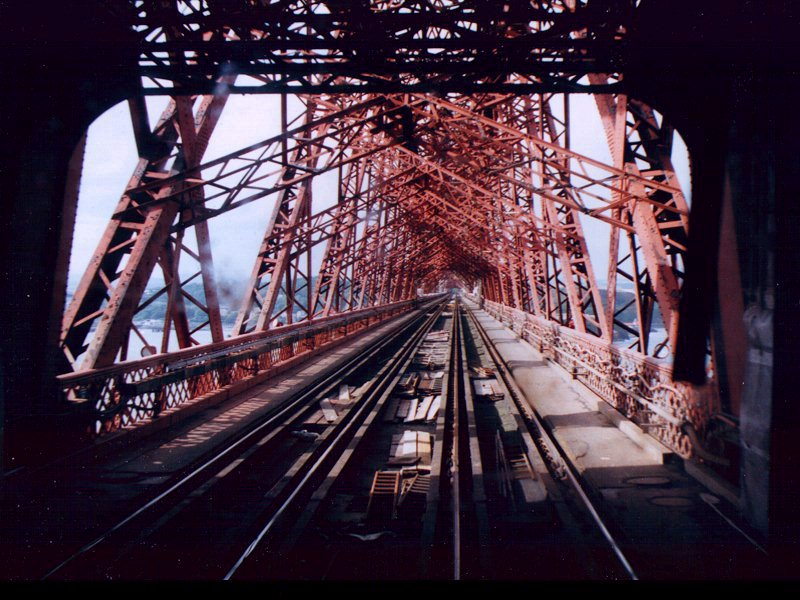
من داخل الجسر.
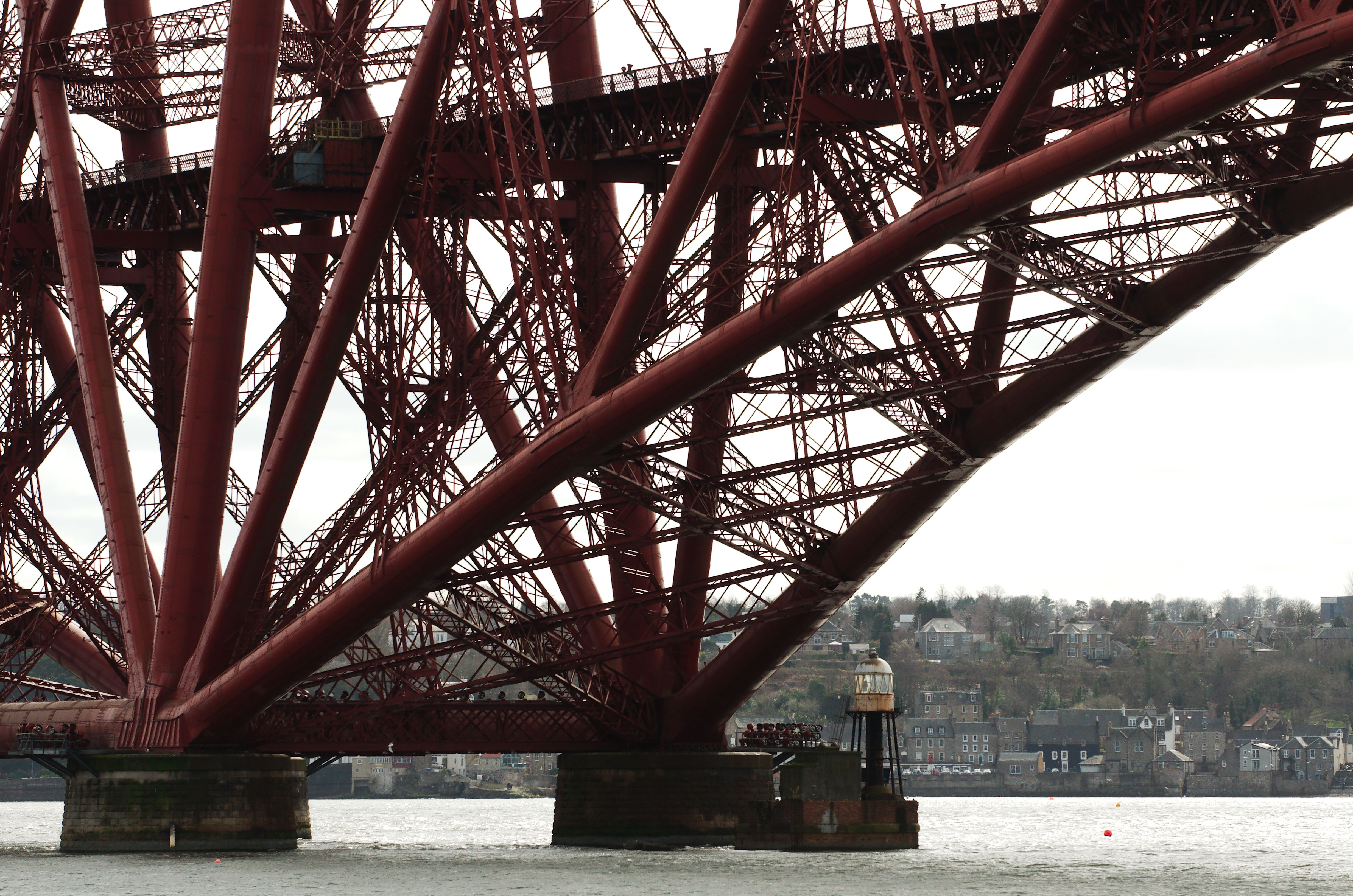
قواعد الجسر.
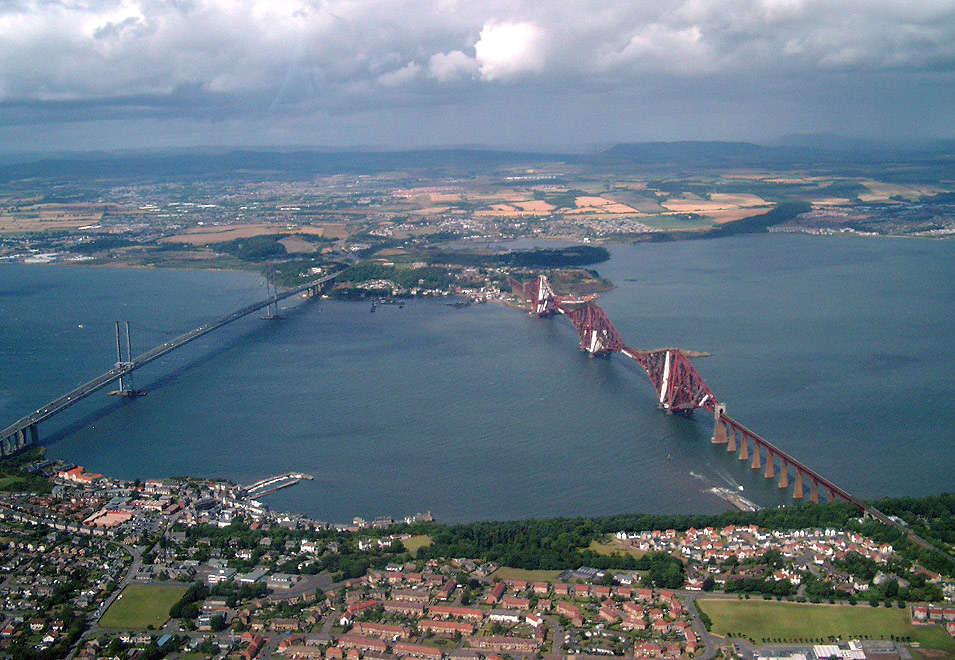
الجسر مع جسر فورث رود.

## وصلات خارجية
- 40 صورة أبيض وأسود لإنشاء جسر فورث بين 1886 و 1887. لفيليب فيلبس - مكتبة اسكتلندا الوطنية
- جسر فورث من مركز زوار جسر فورث
- جسر فورث  على موقع ستركتر

- مكتبة الشعر الإسكتلندي: خارطة الشعر في اسكتلندا (خور فورث): إنشاء جسر فورث 1882 - 1890